# Turpial culnegre
El turpial culnegre (Icterus wagleri) és un ocell de la família dels ictèrids (Icteridae).

## Hàbitat i distribució
Habita el camp obert amb arbres dispersos, espesures de matolls i encara ciutats de les terres baixes del vessant del Pacífic i muntanyes des de Mèxic, al sud de Sonora, centre de Chihuahua, Coahuila i Nuevo León, fins al nord de Nicaragua.